# Фавстіан
Фавстіан — святий мученик, один із семи розбійників на острові Керкіра (Корфу), навернених до Христа апостолами з числа сімдесяти Ясоном та Сосипатром. Правитель острова, дізнавшись про це, велів кинути новонавернених в казан з розтопленою смолою, сіркою і воском. Пам'ять Фавстіана відзначається 28 квітня (11 травня).